# Emotion〜右側のハートたちへ
『Emotional〜右側のハートたちへ』（エモーショナル みぎがわのハートたちへ）は、カルロス・トシキの1枚目のオリジナル・アルバム。

## 解説
カルロスのソロ初のアルバム。
カルロス・トシキ&オメガトライブ最後のオリジナル・アルバムとなった『natsuko』以来となる。
本作をもってワーナーミュージック・ジャパンからのCDは最後となっている。
ジャケットは、カメラ目線を外したカルロスの横顔の写真。

## 再発盤
2022年2月9日に、ボーナス・トラック6曲を加えたCDがタワーレコード限定発売でリリースされた。

## 収録曲
※10〜15は、2022年再発盤のみの収録曲。
特記以外作詞：有川正沙子／作曲：和泉常寛／編曲：新川博
1. 夜明けまでBORDERLESS
2. NEVER RAINS ON SATURDAY
  - 作曲：カルロス・トシキ
3. BELIEVE ME
  - 作曲：カルロス・トシキ
4. BRAZIL NIGHTS
  - 作詞：カルロス・トシキ
5. SOPHISTICATED LADY
6. 孤独な天使
  - 作曲：カルロス・トシキ
7. NOVEMBER BEACH
  - 作曲：カルロス・トシキ
8. SONHO DE UM MENIO
  - 作詞：カルロス・トシキ
9. 右側のハート
10. （ボーナス・トラック）右側のハート（Single Edit）
11. （ボーナス・トラック）夜明けまでBORDERLESS（Instrumental）
12. （ボーナス・トラック）NEVER RAINS ON SATURDAY（Instrumental）
13. （ボーナス・トラック）BRAZIL NIGHTS（Instrumental）
14. （ボーナス・トラック）SOPHISTICATED LADY（Instrumental）
15. （ボーナス・トラック）右側のハート（Instrumental）